# تريسي كراوتش
تريسي إليزابيث آن كراوتش (مواليد 24 يوليو 1975) (بالإنجليزية: Tracey Elizabeth Anne Crouch)‏ سياسية بريطانية، تنتمي لحزب المحافظين. هي عضو في البرلمان (MP) لدائرة تشانام وايليسفورد، بعد أن حصلت على مقعد من حزب العمال في الانتخابات العامة عام 2010. تم تعيينها وزيرة للرياضة والمجتمع المدني والشعور بالوحدة في عام 2017، لكنها استقالت في عام 2018. ·  ·  ·  · 